# Асцидія звичайна
Асцидія звичайна (Ascidia mentula) — вид поодиноких покривників. Зустрічається в північно-східній частині Атлантичного океану, Середземного і Чорного морів. Зустрічається біля узбережжя Британії, але рідко зустрічається на східному узбережжі Англії чи Шотландії.

## Опис
Ascidia mentula має міцну шкірясту оболонку або туніку, яка частково складається з целюлози. Напівпрозора туніка охоплює заповнене рідиною тіло з неправильними опуклостями та двома непомітними сифонами. Ascidia mentula має висоту від 5 до 18 см, має форму пляшки чи колби з ротовим (вхідним) сифоном на кінчику та шестилопатевим передсердним сифоном від половини до двох третин довжини. Ротовий сифон має шість-вісім часток, часто з білими кінцями, і оточений до 100 гіллястими щупальцями. Зазвичай він червоного, рожевого або іноді оливково-зеленого кольору, а на глибокій воді може бути сірим. Зазвичай він прилягає до субстрату стороною, протилежною передсердному сифону.

## Поширення та середовище проживання
Ascidia mentula є рідною для північно-східної частини Атлантичного океану, її ареал простягається від Норвегії на південь до Середземного та Чорного морів. Зустрічається на скелястих субстратах на глибинах від приливних до 200 метрів. Він віддає перевагу щілинам і тінистим ярам, а іноді прилипає до ламінарії, каменів і раковин.

## Біологія
Ascidia mentula живиться планктоном, який фільтрує з морської води за допомогою слизової сітки. Невеликий двостулковий молюск (Modiolarca tumida) часто живе всередині оболонки в порожнині тіла, яка також може бути зайнята малим крабом (Pinnotheres pinnotheres) і веслоногим (Notopterophorus papilio).
Розмноження відбувається переважно влітку. Запліднення є зовнішнім, і личинки пуголовків проводять короткий час у планктоні, перш ніж осісти на морському дні, піддаючись метаморфозам і стаючи молоддю.